# 鄧肯·瓦特莫爾
鄧肯·瓦特莫爾（英語：Duncan Watmore；1994年3月8日—）是一位英格蘭足球運動員，在場上司職邊鋒。現效力於英冠球隊米禾爾。他也曾代表英格蘭國家青年足球隊參賽。

## 個人生活
鄧肯是伊恩·沃特莫爾的兒子，伊恩是英國文官委員會委員長，還擔任英格蘭和威爾士板球委員會主席。
沃特莫爾簽約桑德蘭後從曼徹斯特大學轉學至紐卡索大學，繼續攻讀經濟學和商業管理學位。
2015年12月，沃特莫爾以一等榮譽學位從紐卡索大學畢業。

## 外部連結
- Soccerway資料庫：鄧肯·瓦特莫爾